# Kolonia Pęcławska
Kolonia Pęcławska – wieś w Polsce położona w województwie świętokrzyskim, w powiecie staszowskim, w gminie Bogoria.
W latach 1954–1961 wieś należała i była siedzibą władz gromady Kolonia Pęcławska, po jej zniesieniu w gromadzie Jurkowice. W latach 1975–1998 miejscowość administracyjnie należała do województwa tarnobrzeskiego. Wieś jest położona wzdłuż drogi powiatowej 0780T (Wola Malkowska – Bogoria – Klimontów).

## Dawne części wsi – obiekty fizjograficzne
W latach 70. XX wieku przyporządkowano i opracowano spis lokalnych części integralnych dla Kolonii Pęcławskiej zawarty w tabeli 1.

| Nazwa wsi – miasta   | Nazwy części wsi – miasta | Nazwy obiektów fizjograficznych – charakter obiektu |
| -------------------- | ------------------------- | --- |
| I. Gromada JURKOWICE |                           | |
| 1. Kolonia Pęcławska | —                         | 1. Klin — pole 2. Kruszyna — pole 3. Na Dole — pole, łąka 4. Pod Cmentarzem — pole 5. Pod Górą — pole 6. Pod Kruszyną — pole 7. Półmorga — pole, łąka 8. Za Gądkiem — pole |

## Historia
Wieś wydzielona z wsi Pęcławice Górne pod koniec XIX wieku wskutek uwłaszczenia. Wieś liczyła wówczas 28 domów i 300 mieszkańców. W 1921 r. wieś liczyła 38 domów i 237 mieszkańców. Urodzajne grunty przyciągnęły do wsi osadników niemieckich. W 1921 r. we wsi mieszkało 6 osób wyznania ewangelickiego. 
W 1939 r. we wsi mieszkały jeszcze dwie rodziny o korzeniach niemieckich: Iberlowie i Bekkerowie. Obecnie we wsi mieszka kilku spolonizowanych potomków kolonistów. 
Koloniści posiadali szkołę, która pełniła również funkcję zboru. We wsi znajdował się stary cmentarz ewangelicki. Według podań lokalnych mur cmentarza rozebrała tutejsza ludność na budowę szkoły podstawowej w Pęcławicach Górnych.
Według Więckowskiego wieś na dzień 1 marca 1943 r. liczyła 325 mieszkańców. W latach osiemdziesiątych XX wieku otworzono w tej miejscowości klubo-kawiarnię, którą w 1990 roku zmieniono na kaplicę rzymskokatolicką parafii Szczeglice pw. Podwyższenia Krzyża Świętego. We wsi znajdują się dwa sklepy spożywcze w tym jeden samoobsługowy.

## Zabytki

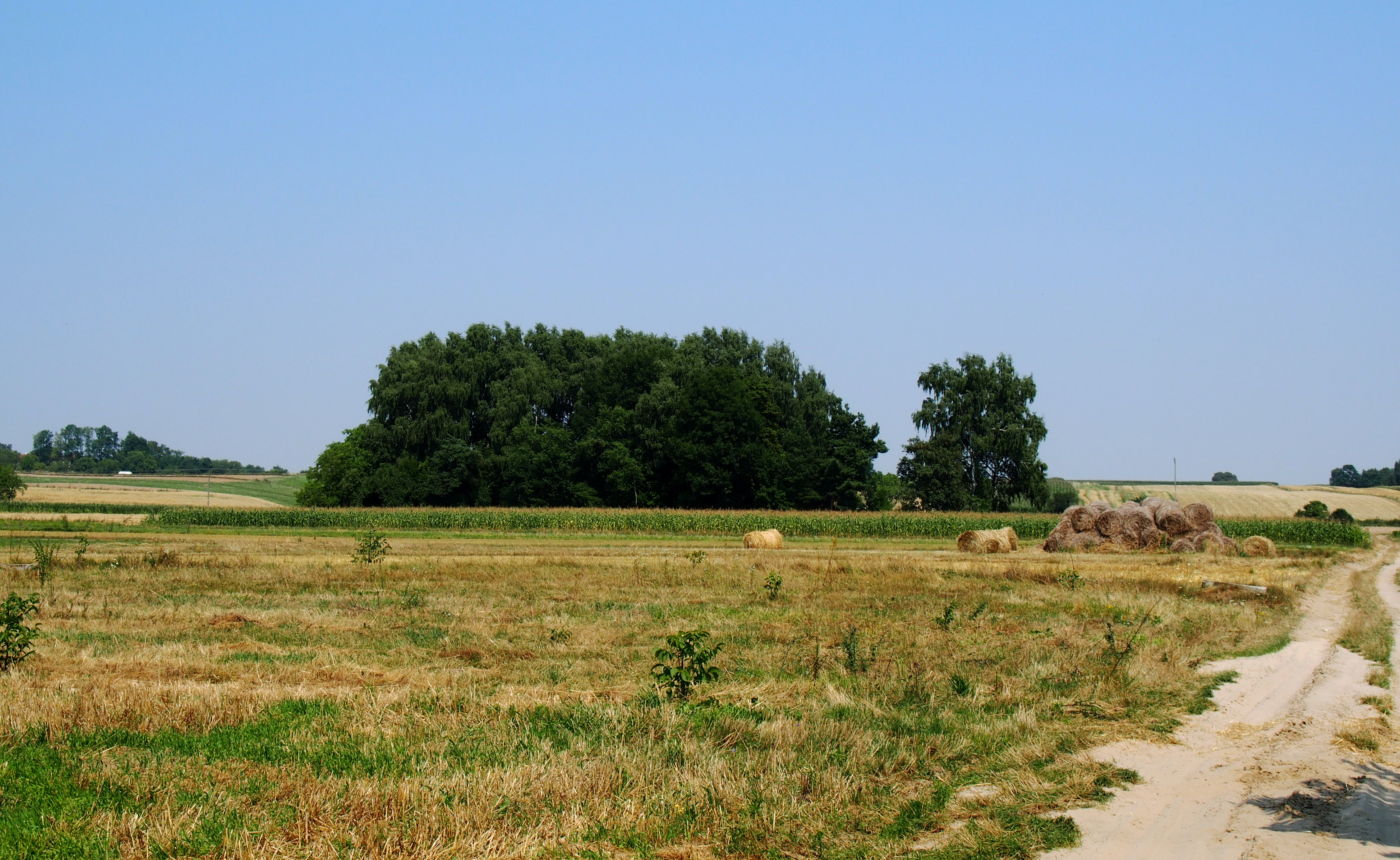
Cmentarz wojenny

- Cmentarz wojenny z I wojny światowej, 1914–1915. Obiekt został wpisany do rejestru zabytków nieruchomych (nr rej.: A.848 z 1.03.1993)[10]. Obecnie teren cmentarza porośnięty jest przez drzewa, po nagrobkach i murze pozostały nikłe ślady. Na wschodnim skaju lasu stoi krzyż.

## Literatura
- Kaczmarek Leon (red. nauk. zeszytu), Taszycki Witold (red. nauk. wyd.): Urzędowe Nazwy miejscowości i obiektów fizjograficznych. 33. Powiat staszowski województwo kieleckie. Komisja ustalania nazw miejscowości i obiektów fizjograficznych (do użytku służbowego). Z: 33. Warszawa: Urząd Rady Ministrów. Biuro do Spraw Prezydiów Rad Narodowych, 1970. Brak numerów stron w książce